# Polly Swann
Polly Ann Swann (Lancaster, 5 de junho de 1988) é uma remadora britânica, medalhista olímpica.

## Carreira
Swann competiu nos Jogos Olímpicos de 2016, no Rio de Janeiro, onde conquistou a medalha de prata com a equipe da Grã-Bretanha no oito com.